# Gerd Show
Le Gerd-Show était une émission de comédie à la radio allemande diffusée entre 1999 et 2005, mettant en scène le chancelier Gerhard Schröder parmi d'autres politiciens allemands tel que Angela Merkel ou Edmund Stoiber. Avec plus de 10 millions d'auditeurs, cette émission fut largement soutenue par les stations de radio allemandes et eut un succès remarquable. À la suite de la mandature du chancelier en 2005, l'émission prit fin, après 1300 épisodes, et fut remplacée par une émission dont la vedette fut Angela Merkel, Supermerkel (de), avec les mêmes participants et imitateurs de l'ancienne Gerd-Show, notamment Elmar Brandt ; cependant, cette dernière émission n'a pas rencontré autant de succès. Elmar Brandt produit aujourd'hui une émission de radio ridiculisant le maire de Berlin, Klaus Wowereit. 
Cette émission est équivalente aux Guignols de l'info en France.

## Musique
Une des raisons pour lesquelles cette émission était si populaire étaient les chansons. Ces pièces humoristiques eurent comme base des mélodies de chansons populaires (The Ketchup Song, Azzurro ou Schnappi) sur lesquelles Elmar Brandt, qui imite la voix du chancelier, chante des paroles ridiculisant les attitudes et opinions de Gerhard Schröder. Onze singles furent ainsi sortis, six atteignirent au moins la vingtième position des Media Control Charts. La chanson « Der Steuersong (Las Kanzlern/The Ketchup Song) » atteignit même la première position et y resta pendant plusieurs semaines.

## Télévision
En 2003, l'émission « Hurra Deutschland - jetzt erst recht », la suite d'une émission de parodie politique populaire entre 1989 et 1991, mit en vedette plusieurs poupées qui représentèrent entre autres des politiciens allemands et surtout le chancelier Gerhard Schröder et sa femme Doris, qui y est fréquemment comparée à un cheval à cause de son apparence extérieure. Mais aussi des vedettes allemandes tel que Verona Feldbusch, Oliver Kahn, Rudolph Moshammer, Dieter Bohlen, Oliver Kahn, Günther Jauch, Daniel Küblböck, Alfred Biolek et plus furent ridiculisées dans cette reprise de l'émission originale. Elmar Brandt conçut presque tous les sketchs et imita une bonne partie des voix. Chaque émission dura dix minutes, il y avait cinquante épisode. Cette émission fut également un grand succès, bien que beaucoup de gens aient critiqué que l'émission n'avait pas la même profondeur que l'original qui mit en vedette les personnes allemandes connues l'époque, tel que le chancelier Helmut Kohl ou Thomas Gottschalk ou Peter Alexander. Cette émission rendit Elmar Brandt et son Gerd-Show, ainsi que sa « victime principale », Gerhard Schröder, encore plus populaires.

## Prix
Elmar Brandt et son imitation de Gerhard Schröder ont également reçu plusieurs prix, l'Echo (récompense musicale) de 2003 pour le meilleur single national en est le plus connu.

## Concours Eurovision de la chanson 2003
Le Gerd-Show participa également aux pré-éliminatoires du Concours Eurovision de la chanson 2003 avec la chanson Alles wird gut. La chanson occupa finalement la troisième place et c'était l'artiste Lou qui remporta la victoire et qui représenta plus tard l'Allemagne avec sa chanson Let's get happy. 

## Albums du Gerd-Show
- „Die Gerd Show: Die Show mit Gerd und Pferd“ (1999)
- „Die Gerd Show II: Das Imperium tritt zurück“ (1999)
- „Einigkeit und Recht auf Freizeit“ (2001)
- „Eddie und Gerd - Ein Kanzler und ein Halber“ (2002)
- „Der Kanzler Sing(k)t“ (2002)
- „Der Kanzler Sing(k)t - Grand Prix Edition“ (2003)
- „Greatest Hartz“ (2005)

## Singles
- „FKK (Everybody´s Free to Wear Gar Nichts)“ (1999)
- „Dein Ticket ins Nirwana (Flyin´ High)“ (1999)
- „Die Schwarzen Kassen: Kauf Mich!“ (2000)
- „Im Westen (1000 Gründe)“ (2001)
- „Der Steuersong (Las Kanzlern)“ (2002)
- „Der Steuersong (Las Kanzlern) - Die Mehrgerdsteuer Version“ (2003)
- „Alles wird gut“ (2003)
- „Zuhause (Azzurro)“ (2003)
- „Das Lied der Stümper“ (2004)
- „Schri-Schra-Schrödi“ (2005)
- „Im Wahlkampf vor Mir (Zonenmädchen)“ (2005)